# Benthiavalicarb
Benthiavalicarb ist eine chemische Verbindung aus der Gruppe der Benzothiazole und Carbamidsäuren sowie ein Amid des Valins. Das Fungizid wurde von Kumiai Chemical und Ihara entwickelt und 2005 als Pflanzenschutzmittel eingeführt.

## Gewinnung und Darstellung
Benthiavalicarbisopropyl kann durch Reaktion von Chlorameisensäureisopropylester mit L-Valin und Reaktion des entstehenden Zwischenproduktes mit 2-(1-Aminoethyl)-6-fluorbenzothiazol gewonnen werden.

## Eigenschaften
Benthiavalicarb ist ein weißer geruchloser Feststoff. Er ist stabil gegenüber Hydrolyse bei pH-Werten von 4, 7 und 9.

## Verwendung
Benthiavalicarb und seine Derivate wie Benthiavalicarb-isopropyl [Mischung des (R)- und (S)-Isomers] werden als Fungizid verwendet. Die Wirkung beruht auf der Hemmung der Phospholipid-Biosynthese.

## Zulassung
Der Wirkstoff wurde zum 1. August 2008 in den Anhang I der Richtlinie 91/414/EWG aufgenommen und galt damit in der Europäischen Union als zulässig.
In Deutschland, Österreich und der Schweiz waren Pflanzenschutzmittel (z. B. Valbon) mit diesem Wirkstoff zugelassen. Auf EU-Ebene wurde die Zulassung des Wirkstoffs Ende 2023 widerrufen. In der Schweiz wird die Zulassung per 1. Januar 2025 widerrufen. Die Aufbrauchfrist läuft bis am 1. Juli 2025.